# Neoepidesma thoracale
Neoepidesma thoracale är en tvåvingeart som beskrevs av Friedrich Georg Hendel 1914. Neoepidesma thoracale ingår i släktet Neoepidesma och familjen bredmunsflugor. Inga underarter finns listade i Catalogue of Life.